# 2009-es észak-koreai nukleáris kísérlet
A 2009-es észak-koreai nukleáris kísérlet föld alatti atomrobbantás volt, melyet Észak-Korea 2009. május 25-én hajtott végre. Ez a 2006. októberi után a második itteni atomrobbantás. Az ország hat kis hatótávolságú föld-levegő rakétát is kipróbált. A nemzetközi közösség Irán kivételével, aki az ország belügyének tekinti a kísérletet, egyhangúlag elítélte a kísérletet.
Sokan úgy gondolják[pontosabban?], hogy a kísérletekre az országban kialakult hatalomöröklési válság miatt került sor. Miután 2008 nyarán Kim Dzsongil agyvérzésen esett át, megállapodtak, hogy tőle harmadik fia, Kim Dzsongun veszi át a hatalmat. Úgy gondolják, Észak-Korea azért hajtotta végre a nukleáris kísérletet, hogy bebizonyítsa, az ország még akkor sem hagy fel a tömegpusztító fegyverekről szóló programjával, ha éppen gyengének is tűnik.

## Háttér
A Koreai Népi Demokratikus Köztársaság (Észak-Korea) az ENSZ BT 2006. október 14-én elfogadott az országot elítélő határozatára válaszul egy második kísérleti robbantással fenyegetőzött.
Észak-Korea azzal fenyegetőzött, hogy egy második nukleáris kísérletet is elvégez, miután az ENSZ BT olyan elnöki határozatot fogadott el, melyben elítélték a 2009. április 5-i űrrakéta-indítás miatt, ami állítólag a Kwangmyŏngsŏng-2 műholdat szállította. Az indítást számos nemzet amiatt ítélte el, mivel úgy gondolták, ez egy interkontinentális ballisztikus rakéta indítása volt.
A kísérletre olyan üzeneteket követően került sor, melyek szerint Észak-Koreának miniatürizált atomtöltete van, amit közepes hatótávolságú rakétáknál tud használni. Az elemzők teljesen felszerelt atomhatalomnak tekintik.
2009. júniusban, azt követően hogy bejelentették, Észak-Korea vezetésében Kim Dzsongun váltja Kim Dzsongilt, amerikai elemzők azon kezdtek el gondolkodni, hogy a nukleáris kísérlet célja az lehetett, hogy még Kim Dzsongil halála előtt atomhatalomnak tekintsék az országot.

## Észak-Korea közleményei
Washingtoni és pekingi tisztviselők azt mondták, Észak-Korea hétfőn, egy órával a koreai idő szerint 10:00 környékén bekövetkezett robbantást megelőzően figyelmeztette kormányaikat, de Japán nem kapott előzetes értesítést. Az amerikai külügyminisztérium amint észlelte mi történt, rögtön értesítette a hatoldalú megbeszélések másik négy résztvevőjét.
Az állami irányítású Központi Koreai Hírügynökség egy közleményt adott ki, mely a következőt tartalmazta:
A Koreai Népi Demokratikus Köztársaság egy újabb sikeres föld alatti nukleáris kísérletet hajtott végre május 25-én. Ez egy olyan folyamat része, melynek folyamán mindenféle, a tudósok és a technológia által lehetővé váló módon növeljük védekezőképességünket A jelenlegi nukleáris robbantást biztonságban, a robbanóerő eddig soha nem látott mértékével, ennek ellenőrzésével hajtottuk végre úgy, hogy megbizonyosodjunk afelől, hogy megtaláltuk azokat a technológiai és tudományos problémákat, melyeket a hatóerő további növelése okoz.
Ezt azért hozták nyilvánosságra, hogy reagáljanak a 2006-os kísérlet gyenge hatóerejére.

## Szeizmikus aktivitás
Dél-Koreában és Japánban koreai idő szerint 09:50-kor (UTC szerint 00:50-kor) szeizmikus aktivitást észlelek. Az Amerikai Egyesült Államok Földtani Kutatóintézete 10 km mélységben 4,7-es magnitúdójú földrengést észlelt. Az USGS véleménye szerint a rengések központja Kimcsektől körülbelül 75 km-re északkeletre és Phenjantól, a fővárostól északkeletre 375 km-re volt. Ez a 2006-os robbantások helyszínétől csupán néhány km-re volt. A Japán Meteorológiai Ügynökség mérései szerint a földrengés erőssége 5,3 volt. A Földtudományok és Ásványi Források Koreai Intézete szerint ugyanott volt a földrengés helye, csak erősebb volt, mint 2006-ban. A kísérletet állítólag 5 kilométerrel a földfelszín alatt hajtották végre, s ezzel talán idáig ez a legmélyebben végrehajtott nukleáris kísérlet.
Az Orosz Hadügyminisztérium megerősítette, hogy Észak-Koreában nukleáris robbantást észlelt, és elemzik a történteket, hogy megállapítsák a következményeket.
A tesztre azt követően került sor, hogy üzenetek érkeztek Észak-Korea miniatűr méretű nukleáris robbanófejeinek létezéséről, s hogy ezeket közepes hatótávolságú rakétákra is alkalmazni lehet.
Kínában az Észak-Koreával határos Jambianban lehetett érezni a rengéseket, és néhány helyi iskolában ki kellett menekíteni a tanulókat. Az elképzelések szerint a kísérletre Puingyeri koreaiul 풍계리), körzetében került sor, ugyanott, ahol a 2006-os robbantás volt.

## A kísérlet értékelése

### Hatása
Észak-Korea második nukleáris kísérletének sikerességét még nem erősítették meg, de az az általános álláspont, hogy a kísérlet sikeres volt, bár erősségét még nem lehetett kétségkívül meghatározni. 23 szeizmikus megfigyelés alapján az Átfogó Atomcsendegyezmény Szervezete Előkészítő Bizottsága szerint a lökéshullámok erőssége 4,52 volt. Egy név nélkül nyilatkozó amerikai katonai forrás becslése szerint a felrobbantott mennyiség ereje 1,5 kilotonna lehet.
23 szeizmikus mérőállomás adatai alapján a CTBTO szerint a robbanás hulláma 4,52 volt. Eszerint a robbantás ereje 2.4 kilotonna lehetett. Ez 2006-ban 4,1-es robbantási hullám és 0,8 kilotonna robbantási erő volt.
Az ITAR-TAS idézi az orosz védelmi minisztérium egyik név nélkül nyilatkozó tisztviselőjét, aki azt mondta, a kísérleti nukleáris töltet erőssége 10–20 kilotonna TNT-egyenértékes lehetett. Ez nagyjából a Kövér Ember és a Trinity nevű, az Egyesült Államokban a második világháború idején kifejlesztett plutóniumbombák hatásával egyezik meg. Hozzá kell azonban tenni, hogy az néhány orosz becslés még nem ismert, de Oroszország 2006-ban sokkal magasabbra (5–10 kilotonna értékűre) becsülte a robbanás erősségét, mint a többi becslés. Azok 0,5–0,8 kilotonnáról szóltak. Li Sanghi dél-koreai védelmi miniszter azt mondta, több adatra lenne szükség, de a hatás valahol 1 és 20 kilotonna között lehetett.
A Hamburgi Egyetem elemzője, Martin Kalinowski szerint a robbantás ereje 3–8 kilotonna között lehet, ami a 2006-os kísérlethez képest még mindig igen eredményes. Kalinowski végül megemlíti, hogy a robbanás ereje még mindig kisebb, mint a Hirosimára ledobott „Kisfiúé” (15 kt) és a Nagaszakira ledobott „Kövér Emberé” (21 kt). Az Amerikai Tudósok Szövetségénél dolgozó Hans M. Kristensen azt mondta, több elemzés szükséges ahhoz, hogy a robbanás erejét lehessen tudni, de a médiában a kezdetekben szerepelt Hirosima-méretű robbanás túlzónak tűnik. A Yonhap dél-koreai hírügynökség szerint a robbantás sikeres volt, de az erősségét még nem lehet tudni. A Bulletin of the Atomic Scientists azt állítja, hogy a robbantás sokkal erősebb volt, mint a 2006-ban végrehajtott, de a hatását 2–6 kilotonna TNT-egyenértékesre becsüli. Ez sokkal kisebb, mint egy Hirosima-féle eszköz hatása. A cikk arra a következtetésre jut, hogy a bomba nem pontosan robbant fel, de ebben az esetben a fegyverben rejlő képességeket nem lehet figyelmen kívül hagyni.
Május 29-ig az amerikai kísérletek, melyekkel meg akarták állapítani, hogy Észak-Korea valóban valamilyen nukleáris töltettel ellátott szerkezetet robbantott-e fel, nem vezettek semmilyen eredményre.

### A radionukleáris megerősítés hiánya
2009 júniusában az Átfogó Atomcsendegyezmény Előkészítő Szervezete bejelentette, hogy a mérések nem tapasztaltak olyan sugárzásnövekedést, mely kapcsolatba hozható lenne a május 25-i robbantásokkal. A CTBTO a kísérlet idején egy világszerte 40 ellenőrző állomásból álló hálózatot tartott fenn. Ráadásul az Amerikai Egyesült Államok jelentése szerint a Japán-tenger fölött repülő repülőgépek nem észleltek sugárzást, és Dél-Koreában sem mértek semmilyen ártalmas kibocsátást. Ezzel ellentétben a 2006-os robbantásokat követően legalább két helyen mértek kibocsátást. A sugárzás hiánya nem jelenti azt, hogy az esemény nem volt nukleáris tartalmú. Ez lehet annak is a jele, hogy a nukleáris kísérletet olyan mélyen hajtották végre, hogy nem bocsátott ki mérhető mennyiségben radioaktív sugárzást.

## Rakétatesztek
Ugyanazon a napon Észak-Korea több kis hatótávolságú föld–levegő rakétát is kilőtt tesztelés céljából. Az első jelentések három rakétáról szóltak, de később, május 22-én a dél-koreai honvédelmi minisztérium kettőre módosította ezt a számot. Az első rakéta hatótávolsága 130 kilométer volt. Legvalószínűbb, hogy ez egy hosszú hatótávolságú SZ-200 rakéta volt. A Yonhap katonai forrásokra hivatkozva azt közölte, hogy ezekkel a kilövésekkel az amerikai és japán felderítő gépeket akarták célba venni, hogy azok kerüljék el az ország területét.
2009. május 29-én amerikai illetékesek arról számoltak be, hogy az űrfelvételeken két csapatmozgást lehet kivenni Észak-Koreában, mely arra utalhat, hogy Észak-Korea hadserege nagy hatótávolságú ballisztikus rakéta kilövésére készül. Ezt június 1-jén Robert Gates amerikai hadügyminiszter is megerősítette. Egy rövid manilai látogatásán a Fülöp-szigeteki kollégájának egy sajtókonferencián ezt mondta: "Olyan jeleket láttunk, melyek szerint egy másik Taepodong-2 rakétával akarnak kezdeni valamit, de most nem világos, pontosan mire készülnek."
A dél-koreai Yonhap hírügynökség június 2-i jelentései szerint Pfenjamtól a fővárostól északra Anbjeioon régióban egy rakétabázison összesen három közepes hatótávolságú rakéta előkészítése van folyamatban. Ezek egyes elemzők szerint Rodong típusú rakéták. Válaszképp Dél-Korea az Észak-Koreával közös tengeri határra olyan nagysebességű haditengerészeti hajókat küldött ki, melyek hajórakéta-elhárítóval vannak felszerelve. Ezeken felül egy dél-koreai védelmi minisztériumnál dolgozó szóvivő bejelentette, hogy olyan jeleket észleltek, melyek szerint Észak-Korea interkontinentális ballisztikus rakéta kilövésére készül. Az északnyugati partoknál fekvő Dongcsangriban az ország egy nagy hatótávolságú rakétát szállított el, és egy-két héten belül ezt ki is lőhetik. Ezt mind amerikai védelmi tisztviselők, mind Robert M. Gates védelmi miniszter is megerősítette.

## Nemzetközi reakciók

### Nemzetközi Szervezetek
CTBTO: Az Átfogó Atomcsendegyezmény Szervezete Előkészítő Bizottság (CTBTO) Nemzetközi Monitoring Rendszere világszerte 38 földrengésmérő helyen észlelte Észak-Korea nukleáris kísérletét. Az észlelést követően 24 órán belül Tóth Tibor, a CTBOT végrehajtó titkára mind a tagállamokat, mind a sajtót közleményen keresztül értesítette arról, miket vettek észre.
- Délkelet-ázsiai Nemzetek Szervezete: Az ESEAN államainak vezetői és Dél-Korea elnöke, Lí Mjungbak a ASEAN–Dél-Koreai Emlékülés végén közös nyilatkozatot adott ki, melyben elítélték a nukleáris kísérletet, és a legutóbbi rakétakísérleteket az ENSZ BT határozatainak valamint a hatoldalú tárgyalásokon tető alá hozott megállapodások nyílt megsértéseként értékelte. Azt mondták, a régió békéje szempontjából elengedhetetlen, hogy atommentessé tegyék a Koreai-félszigetet, és biztosítottak mindenkit, hogy támogatják a hatoldalú tárgyalások folytatását. "Észak-Korea földalatti kísérlete súlyosan veszélyezteti a békét Délkelet-Ázsiában és annak határain túl is. Lí a záró sajtókonferencián beszélt, ahol az ASEAN vezetőit megdícsárte, mivel ilyen nyilatkozatot tettek közzé.[48]

: Az ENSZ BT egyhangúlag elutasította a kísérletet és az idézetek szerint azt nyilatkozta, hogy "A Biztonsági Tanács tagjai erőteljes ellenérzésüknek adtak hangot és ellenzik a Koreai Népi Demokratikus Köztársaság által 2009. május 25-én végrehajtott nukleáris kísérletet, mellyel nyiltan megsértették az 1718. számú határozatot," és a tanács tagjai "úgy határoztak, haladéktalanul elkezdenek kidolgozni egy határozatot az üggyel kapcsolatban."
: Az Európai Unió külügyeiért felelős biztosa, Javier Solana egy írásos nyilatkozatban így kommentálta a kísérletet: „Észak-Koreának ezek a felelőtlen lépései mindenképpen indokolttá teszik, hogy a nemzetközi közösség határozottan válaszoljon. Az Európai Unió a megfelelő válasz kialakítása érdekében kapcsolatban marad partnereivel.”.
: "Phenjannak ez a felelőtlen magatartása nagymértékben megingatja a békét, a stabilitást és a biztonságot Ázsia csendes-óceáni területén, és egyetemlegesen elítéli a nemzetközi közösség." A NATO egyik közleményében ezt írta: "Felszólítjuk Phenjant, hogy tartózkodjék minden olyan további akciótól, mely további feszültséget szít, és térjen vissza a hatoldalú tárgyalásokhoz. A Szövetség a továbbiakban is óvatosan és alaposan vizsgálja majd a fejleményeket."

### A hatoldalú megbeszélések résztvevői
Amerikai Egyesült Államok: „A Fehér Ház elítélte a kísérletet, s azt mondta: „Észak-Korea közvetlenül és vakmerően szembe megy a nemzetközi közösséggel. Azok a veszélyek, melyeket Észak-Korea fenyegetései előidéztek, választ igényelnek a nemzetközi közösség részéről.” Barack Obama azt is hozzátette, hogy az ország tette nagy veszélyt jelent a világbékére és a stabilitásra. Susan Rice, az Egyesült Államok ENSZ-be delegált nagykövete hozzátette, hogy "Észak-Koreának meg kell értenie, cselekedeteinek következményei vannak", és későbbi szankciók formájában "meg kell majd fizetnie cselekedeteinek az árát". Robert Gates amerikai hadügyminiszter május 30-án nyíltan megfenyegette Észak-Koreát. "Az Egyesült Államok politikája nem változott. Célunk, hogy teljesen és igazolhatóan atommentes övezetté tegyük a koreai-félszigetet, és nem fogadjuk el, hogy Észak-Korea atomhatalom legyen."
 Dél-Korea elnöke, Li Mjungbak válságtanácskozásra rögtön a robbantásokat követően összehívta minisztereit. Ennek eredményeképp döntött úgy Dél-Korea, hogy csatlakozik a tömegpusztító fegyverek elterjedését megakadályozó biztonsági kezdeményezéshez, s ezt Észak háborús oknak tekintette. Az Egyesült Nemzetek Szervezetének koreai parancsnoksága a megfigyelési szintet a WATCHCON 3 („fenyegetés fontos előjelzése”) fokozatról WATCHCON 2 („életszerű veszélyhelyzet”) fokozatra emelte. Lí Mjungbak elnök az ASEAN–Koreai Köztársaság Emlékülés elején egy másik nyilatkozatot is tett, mely szerint "Tovább dolgozunk annak érdekében, hogy Észak-Korea betartsa a Biztonsági Tanács határozatát."
 Észak-Korea Az észak-koreai Koreai Központi Hírügynökség a robbantások tényét megerősítette, és sikeresnek minősítette. A hírügynökség azt is hozzátette, hogy ez a kísérlet minden értelemben segít a nukleáris védelem elrettentő erejét növelni. Május 27-én az észak-déli közös ellenőrzésű területre küldött állandó észak-koreai katonai misszió olyan közleményt adott ki, mely szerint Dél-Koreának a tömegpusztító fegyverek elterjedését megakadályozó biztonsági kezdeményezéshez történő csatlakozásával érvényét vesztette a koreai fegyverszünet, és minden, a hajói átvizsgálására irányuló külföldi lépést katonai úton fog megtorolni. A központi koreai hírszolgálat május 29-én jelentette, hogy a koreai külügyminisztérium álláspontja abban az esetben, ha az ENSZ újabb szankciókat vezet be, a következő: “Ha az ENSZ BT provokál minket, újabb védelmi intézkedéseket léptetünk életbe.”
 Japán: Japán szerint a kísérlet elfogadhatatlan, és az ENSZ BT közbenjárását kérte a probléma megoldásához. Válaszul a szankciók szigorítását helyezte kilátásba.
 Kína: A külügyminiszter kiadott egy nyilatkozatot, mely szerint: „A Kínai Népköztársaság elutasít minden, a nemzetközi közösség ellen irányuló cselekedetet, és ismételten elítéli a nukleáris kísérletet. Tehát a kínai kormány ezt is ellenzi.” A közleményben benne van, Kína határozottan követeli Észak-Koreától, hogy térjen vissza a hatoldalú tárgyalásokhoz.
 Oroszország: Az Orosz Külügyminisztérium azt állította, hogy „A KNDK legutóbbi lépései elmélyítették a Délkelet-Ázsiában tapasztalható feszültséget, s veszélyeztetik a térség biztonságát és stabilitását,” s ezzel megsértette az ENSZ BT 1718. számú határozatát, de hozzátették, hogy „Továbbra is úgy gondoljuk, hogy a Koreai-félsziget problémáit a hatoldalú tárgyalások keretei között kell rendezni.”
Az elnöki szóvivő, Natalia Timakova azt mondta, Oroszország nagyon aggódik Észak-Korea atomkísérletei miatt, és az illetékes orosz hatóságok sajnálatukat fejezték ki és súlyos aggodalmaikat hangsúlyozták Észak-Koreának az Oroszországi Föderáció közelében végrehajtott atomkísérletei miatt.

### Az ENSZ BT állandó tagjai
- Megjegyzés: Amely országok ebben a listában nem szerepelnek (Amerikai Egyesült Államok, Kína, Oroszország), azok a hatoldalú tárgyalás részes államai.

 Egyesült Királyság: Gordon Brown brit miniszterelnök ezt mondta: „A leghatározottabban elítélem Észak-Korea kísérletét. Ez a cselekedet aláaknázza azokat a reményeket, melyek szerint béke lesz a koreai félszigeten, és semmilyen hatása nincs Észak-Korea biztonságára. A nemzetközi közösség Észak-Koreát akkor fogja partnernek tekinteni, ha az felelősen viselkedik. Ha nem így lesz, csak ismételt elszigetelésre számíthat.” A nemzetközi hadügyekért és biztonságért felelős brit miniszter, Ann Taylor május 31-én olyan nyilatkozatot tett, melyben elítélte az ENSZ BT közeljövőben hozandó határozatát, melynek értelmében újabb szankciókkal sújtanák Észak-Koreát. "Általános aggodalom van világszerte, és remélhetőleg ebből létrejön majd egy konszenzus. Ez a cselekvéseknek egy olyan összessége, mely meglátásom szerint itt most fontos. Mert Észak-Korea rezsimje csak akkor fogja megérteni érzésünket, ha egységesen lépünk fel. Csak ekkor fogja figyelembe venni megjegyzéseinket. "
 Franciaország: Eric Chevallier, a Francia Külügyminisztérium szóvivője azt mondta, Franciaország nagymértékben elítéli a rakétakísérleteket, és felszólította Észak-Koreát, hogy tartózkodjon az új provokálásoktól.

### Más országok
Argentína: Az argentin külügyminiszter, Jorge Taiana elítélte a kísérleteket, s azt mondta, hogy "Észak-Korea figyelmen kívül hagyta a nemzetközi közösség felszólításait, mikor ismét ballisztikus rakétákat lőtt ki"
 Ausztrália: Ausztrália teljes elítélésről tett nyilatkozatot.
 Brazília: Brazília elítélte a kísérletet.
 Bulgária:A Bolgár Külügyminisztérium elítéli a kísérleteket, s azt mondta: "Mélységes aggodalommal tölt el a Koreai Népi Demokratikus Köztársaság által május 25-én végrehajtott nukleáris kísérlet. A kísérlet az Egyesült Nemzetek Szervezete Biztonsági Tanácsának 1718. határozatával ellentétes, s felszólítjuk az országot, hogy haladéktalanul, feltétel nélkül térjen vissza a hatoldalú megbeszélésekhez"
 Dél-afrikai Köztársaság: Dél-Afrika azt mondta, a kísérlet elfogadhatatlan volt, és arra figyelmeztetett, hogy a nukleáris fegyverekkel nem békét lehet csinálni, hanem meg lehet félemlíteni az emberiséget.
 Görögország: Az EBESZ soros elnöke, Görögország külügyminisztere, Dora Bakojannisz elítélte Észak-Korea nukleáris kísérletét, azt mondta, ez a régió stabilitásának megingatására alkalmas. „Határozottan elítélem Észak-Korea bejelentett nukleáris kísérletét. Mély aggodalommal tölt el az, ahogy ez a regionális és globális stabilitásra hatással van." "Ahelyett, hogy nukleáris képességei miatt embargóval sújtanánk, Észak-Koreának azonnal vissza kellene térnie a hatoldalú tárgyalásokhoz, és el kellene kerülnie a jövőben minden olyan cselekedetet, mely feszültséget szül.”
 India: India Észak-Korea nukleáris kísérletét az egész világot veszélyeztető tényezőnek jellemezte, és India ellenzi a nukleáris dúsítást.
 Indonézia: Indonézia sajnálja a kísérletet, azt mondja „új feszültségeket kelt a régióban, főleg Kelet-Ázsiában.”
 Irán: Hasszán Kaskavi, az iráni külügyminisztérium szóvivője visszautasította, hogy elítélné a kísérletet, azt mondta, ez Észak-Korea belügye.
 Izland: Ossur Skarphedinsson izlandi külügyminiszter „határozottan ellenzi Észak-Korea nukleáris kísérletét.”
 Izrael: Egy az izraeli külügyminisztérium által kiadott közlemény szerint a kísérletet nagy komolysággal figyeli, s azt mondta, ennek súlyos következményei lesznek a régió tekintetében. Felszólította a nemzetközi közösséget, hogy elszántan cselekedjék, s ezzel küldjenek üzenetet a többi országnak.
 Kanada: Stephen Harper, Kanada miniszterelnöke elítélte a kísérletet, és azt mondta: "Észak-Korea nukleáris fegyverkezése hatalmas veszélyt jelent a nemzetközi közösségnek, a biztonságnak, és különösen felborítja az északkelet-ázsiai stabilitást.
 Kenya: "Álláspontunk szerint a tanács válaszának határozottnak és következetesnek kell lennie."
 Kolumbia: A kolumbiai kormány a következő szavakkal ítélte el a kísérletet: "Kolumbia határozottan elítéli Észak-Korea föld alatti nukleáris kísérletét."
 Lengyelország: A lengyel külügyminisztérium a kísérletet elítélte, és egy közleményében ezt írta: “A nukleáris kísérlet a Biztonsági Tanács 1718. számú határozatának nyílt megsértését jelenti, és negatív következményei lesznek a Koreai-félsziget és az egész észak-ázsiai régió biztonsága tekintetében."
 Lettország: A külügyminiszter felszólította Észak-Koreát, hogy vegye figyelembe az ENSZ BT összes rá vonatkozó határozatát, melyek többek között megtiltják a nukleáris fegyverek elhalmozását és a hozzájuk kapcsolódó programokat.
 Malajzia: Najib Tun Razak maláj miniszterelnök azt mondta, aggasztja, hogy Észak-Korea nukleáris képességeket fejleszt ki, s ez tovább növeli a Koreai-félszigeten meglévő feszültséget, s kihat az egész kelet-ázsiai régióra. Abbéli reményének adott hangot, hogy a helyzetet a hatoldalú tárgyalásokon és az ENSZ Biztonsági Tanácsán keresztül tudják majd rendezni.
 Mexikó: A külügyminisztérium általi kiadott sajtóközleményben a következő olvasható: Mexikó erőteljesen elítéli a május 25-i nukleáris kísérletet és a három rakéta kilövését, melyeket a Koreai Népi Demokratikus Köztársaság is megerősített. Ezek a cselekmények a nemzetközi jogba ütköznek, és ellentétesek a nukleáris dúsítás megszüntetésére irányuló törekvésekkel. Mindezen felül tovább erősítik a Koreai félszigeten meglévő feszültséget és kockáztatja a régió stabilitását.
 Németország: Németország elítélte a kísérletet.
 Norvégia: A Norvég Külügyminisztérium egy sajtóközleményt adott ki, mely alapján „Norvégia határozottan elítéli Észak-Korea nukleáris kísérletét,” és azt állítja, a nukleáris kísérlet nyíltan ellentétben áll azzal a céllal, hogy politikai megoldást találjanak Észak-Korea nukleáris fegyverkezési programjára. A sajtóközlemény azt állította, hogy továbbra is küldenek majd norvég humanitárius és gyógyászati segélycsomagokat Észak-Koreának, de hozzátették, hogy ez nem egy hosszú távú ígéret.
 Svédország: Carl Bildt svéd külügyminiszter egy következő tartalmú nyilatkozatot adott ki: „Riasztó, hogy Észak-Korea vezetése továbbra is provokálja a nemzetközi közösséget.”
 Törökország: A külügyminisztérium egyik közleménye elítéli az incidenst, s azt mondja, "ez egy olyan cselekmény, mely messze áll a nemzetközi közösség által támasztott igényektől, melyek a régióban a béke és a stabilitás fennállását irányozzák elő."
 Új-Zéland: Új-Zéland aggodalmának adott hangot a kísérletekkel kapcsolatban.
 Vatikán: A L’Osservatore Romano című újságukban megjelent közlemény szerint a Vatikán elítéli a nukleáris kísérletet, s arra figyelmeztetett, hogy az ehhez hasonló megfélemlítő cselekedetek az ország lakosságának túlélését veszélyeztetik, mert így tovább nő az ország elszigeteltsége.
 Vietnám: Vietnam külügyminisztériuma kiadott, egy a kísérletet elutasító közleményt, melyben arról tudósít, hogy Hanoi nagyon aggódik, és hogy hozzátette, hogy a nukleáris kísérlet csak bonyolítja a helyzetet, és nem a régió békéjét és stabilitását szolgálja.

## Következményei
A kísérletek rögtön hatást gyakoroltak a dél-koreai piacokra, melynek következtében a fő részvényindex, a KOSPI 4, míg a dél-koreai won a dollárral szemben 1%-ot gyengült.
Május 26-án Észak-Korea további rakétakísérleteket hajtott végre. Ekkor három föld-víz rakétát s egy föld-levegő rakétát lőttek ki. Egy nappal később, május 27-én újabb kísérletet hajtottak végre.
Észak-Korea május 28-án azzal fenyegetőzött, hogy véget vet a koreai háború fegyverszünetének, s kijelentette, a koreai félszigeten ismét háború lesz., s erre válaszul a Dél-Korea és az USA közös hadereje készültségben áll. Dél-Korea a hadsereg megfigyelési intenzitását WATCHCON3-ról WATCHCON2-re, a második legmagasabb készültségi fokra emelte, míg az ötfokozatú riasztási szint DEFDCON4, a második legalacsonyabb fokozat maradt. Az Oroszországi Föderáció biztonsági intézkedéseket foganatosít, amennyiben a koreai félszigeten kirobbanó háború atomháborúhoz vezetne.
Észak-Korea megfenyegette a partjai közelébe merészkedő dél-koreai és amerikai hadihajókat is, mindezt arra válaszul, hogy egy május 29-i figyelmeztetésben kilátásba helyezték a nemzetközi szankciók fokozását. Ezalatt Japánban olyan hírek terjednek, melyek szerint az ország növelni akarja a térségben a jelenlétét vagy fejleszteni kívánja nukleáris fegyverkészletét, hogy így vegye erejét mindenféle észak-koreai fenyegetésnek.
Május 30-án az Egyesült Királyság hadügyminisztériuma megerősítette, hogy egy VC-10-et, légi utántöltésre alkalmas repülőgépet küldtek a japán Kadena légibázisra, hogy segítsék azt az amerikai haderő által indított vizsgálatot, melynek célja a nukleáris robbantás erejének és a használt eszköz típusának a megállapítása. A minisztérium egyik szóvívője a következőket mondta: “A legfrissebb észak-koreai események és a vágy miatt, hogy egy ilyen, politikailag feszült időben segítsük a nemzetközi közösség munkáját, meg tudjuk erősíteni, hogy az Egyesült Királyság támogatja ezt a megerősítő műveleteket. ". Ugyanezen a napon a 12 amerikai F-22 harci repülő egyike megérkezett a Japán déli részéhez tartozó Okinavára, ahol az amerikai hadseregnek 1945 óta van bázisa. Ide még további körülbelúl 280, a 94. repülőszázad Langely-i bázisán dolgozó ember és a virginiai légi nemzeti őrség 192. harci szárnyának tagjaival közösen érkeztek meg, akik a 2009. június 1-jén kezdődő héten lettek hadrendbe állítva, s ezzel is az USA azon szándékát erősítik, hogy biztosítsa a békét a Csendes-Óceán teljes nyugati partvonalán.
Jim Steinberg amerikai külügyminiszter-helyettes Stephen Bosworth speciális észak-koreai kiküldöttel közösen ázsiai diplomáciai körútra ment a 2009. június 1-jén kezdődő héten. A körút célja az, hogy tisztázzák, milyen erőbevetéssel válaszoljanak Észak-Korea legutóbbi nukleáris kísérletére. A küldöttségnek tagja lesz Stuart Levy, a pénzügyminisztérium terrorizmussal foglalkozó államtitkár-helyettese és James Winnefeld admirális, az Egyesített vezérkar képviselője is.
Az észak-.koreai kísérletet követően az USA betiltotta több hadi rendszernek az országba történő értékesítését. Ilyen a GBU-28 "bunkertörő bombázó", az SM-2 Standard föld–levegő rakéta, az F-16 32-es részének felfejlesztésére szolgáló eszközök, melyek segítségével fel lehetne szerelni úgy a gépeket, hogy a dél-koreai légierő pontosan – a legmagasabb szinten – tudja alkalmazni az F–16 hadirendszerét.
A dél-koreai hadsereg terveket készít arra az esetre, ha Észak-Korea első támadádssa esetén ellenlépéseket kell tennie.

### Az ENSZ BT 1874. határozata
2009. június 10-én az ENSZ BT öt állandó tagja, Japán és Dél-Korea megállapodtak egy Észak-koreát elítélő előzetes szövegtervezetről. A határozat a leghatározottabban elítéli Észak-Korea májusi nukleáris kísérletét, és arra szólítja fel az országot, hogy több nukleáris robbantást vagy más, ballisztikus rakétát alkalmazó robbantást ne hajtson végre..
Az ENSZ BT a kísérletre adott válaszképp egyhangúlag fogadta el az 1874. számú határozatot, mely további gazdasági szankciókkal sújtja az országot, és felhatalmazza az ENSZ tagállamait, hogy átvizsgálják az Észak-Koreát érintő teherszállítmányokat, s megsemmisítsenek minden olyat, mely kapcsolatba hozható az ország nukleáris fegyverkezési programjával. A megszorításokra válaszul az észak-koreai külügyminisztérium egy meg nem határozott szóvivője egy közleményt hozott a Központi koreai Hírügynökségen keresztül nyilvánosságra, mely szerint az ország elkezdi felfegyverezni plutónium készletét. A szóvivő hozzátette, hogy országa nekilát az urándúsításnak, és minden olyan cselekedetet, melyet az Egyesült Államok vezetésével tett bármely blokád alá vonó kísérletet háborús oknak fog tekinteni. Ezt megelőzően Észak-Korea csak nukleáris fűtőanyag alapanyagaként használta a plutóniumot. Azt mondják, a közleményből hiiányzott a legtöbb észak-koreai közleményre jellemző keserű hangvétel.

## Fordítás
- Ez a szócikk részben vagy egészben  a(z)   2009 North Korean nuclear test című angol Wikipédia-szócikk ezen változatának fordításán alapul.  Az eredeti cikk szerkesztőit annak laptörténete sorolja fel. Ez a jelzés csupán a megfogalmazás eredetét és a szerzői jogokat jelzi, nem szolgál a cikkben szereplő információk forrásmegjelöléseként.

## Kapcsolódó cikk
- Észak-Korea hadereje